# Rap kabyle
Le rap kabyle a vu le jour au début des années 2000, après la réussite du groupe MBS en occupant les devants de la scène du hip-hop algérien.
Le groupe MBS (Le Micro Brise Le Silence) est l’un des premiers groupes de rap algérien s’exprimant à la fois en français, en anglais, en kabyle, en espagnol et en arabe, ils ont su conquérir le cœur de leurs auditeurs durant les années 1990 et 2000. Ils ont été interdits de radio et autres plateformes accessibles car ils s’opposaient au gouvernement et chantais parfois en kabyle, langue interdite en Algérie a l’époque[réf. nécessaire].
C'est Sens interdit, le premier groupe 100 % rap kabyle qui sort son premier album intitulé Kabyle attaque en force, suivi de 2 autres albums, Notre hip-hop (2006), Au pays des interdits (2014), des groupes comme Index, l'as des as, BGLN, ont vu le jour aussi à partir de 2004-2005. De nombreux autres groupes et rappeurs solos ont vu le jour quelques années plus tard tels que Gabonè, Le General, Karim OSM , FUGI , colombix et yazdine.
De nombreux rappeurs français ayant des origines kabyle sont connus en France tels que : VEN1, Médine, Fianso, LIM, Moha La Squale, PNL, Rim'K, Sat l'Artificier, Sinik, Soolking, Lacrim, DTF, El Matador, ADK du groupe XVBarbar, Bakyl, GLK, Sifax, Nams(GS Clan), Souffrance, AM La Scampia, Rimkus, Walid, Seven, La Hyène, trois des quatre membre du groupe S-Crew: Framal, Mekra et 2zer et bien d’autres.